# دلاپلین (ویرجینیا)
دلاپلین (به انگلیسی: Delaplane) یک منطقهٔ مسکونی در ایالات متحده آمریکا است که در Fauquier County واقع شده‌است.